# Сергеев, Сергей Дмитриевич
Сергей Дмитриевич Сергеев (1884, Владимир, Российская империя — 1944) — советский государственный и промышленный деятель, председатель Народного комиссариата рабоче-крестьянской инспекции Казахской ССР.

## Биография
Сергей Сергеев родился в 1884 году во Владимире в семье железнодорожного машиниста, выходца из крестьян. 
Получив начальное образование, окончил три класса начального училища и городского училища, затем — Московскую земледельческую школу и поступил на первый курс Московского сельскохозяйственного института.
С 1908 по 1911 год был членом РСДРП, за революционную деятельность дважды подвергался аресту в Москве и Ялте. Вступил в ВКП(б) 1 июля 1918 года.

### Профессиональная и общественная деятельность
С 19 лет работал в сельском хозяйстве, затем 21 год провел на различных должностях, включая работу учителем, конторщиком, репетитором, типографским рабочим, а также музыкантом. 
В период с 1916 по 1917 годы трудился в Московской городской управе, где выполнял обязанности делопроизводителя-организатора и управляющего отделом благоустройства.
1918–1919 — Активно участвовал в деятельности Московского горисполкома, был товарищем председателя Московского союза низших служащих и работников, комиссаром Управления благоустройства и транспорта, а также секретарем коллегии Управления благоустройства и транспорта.
1919–1920 — Работал в Челябинском губисполкоме и Кустанайском губисполкоме, где был председателем Кустанайского уездного ревкома и председателем Кустанайского укома партии.
1920–1921 — Представитель Казахской ССР при Сибревкоме (Омск).
Июнь – Октябрь 1921 — Председатель Народного комиссариата рабоче-крестьянской инспекции Казахской ССР. В этом периоде также занимал должность председателя Дорожного транспортного комитета при КазЦИК.
1921–1923 — Возглавлял Центральный комитет помощи голодающим при КазЦИК.
1923–1925 — Занимал должность заместителя наркома социального обеспечения Казахской ССР.
1925 — Председатель Актюбинского губплана и председатель Актюбинского горисполкома, также исполнял обязанности председателя Актюбинского губисполкома и заведующего Актюбинским губернским отделом народного образования.
1927–1928 — Заведующий железнодорожной школой на станции Инза Московско-Казанской железной дороги.
1928–1929 — Заместитель заведующего Ульяновским губернским отделом народного образования.
1931–1935 — Уполномоченный АО "Лектехсырье" по Киргизской АССР, управляющий Среднеазиатской конторой "Лектехсырье", управляющий Узбекского отделения "Союззаготэкспорт", заведующий транспортным отделом Госплана Узбекской ССР, заместитель директора Узбзаготэкспорт.
С марта 1935 года — Управляющий Узбекского отделения "Союзтабаксырье".
Член Моссовета (01.1918-хх)
Член КазЦИК (10.1920-10.1923)

### Семья
Сергей Сергеев был женат, на его иждивении находились мать, жена и один ребенок. 